# Chiesa di San Cristoforo (Ascoli Piceno)
La chiesa di San Cristoforo, detta anche chiesa della Confraternita della Buona Morte, è un luogo di culto cattolico ubicato nel centro storico di Ascoli Piceno, nel quartiere di Santa Maria Intervineas.

## Storia e descrizione

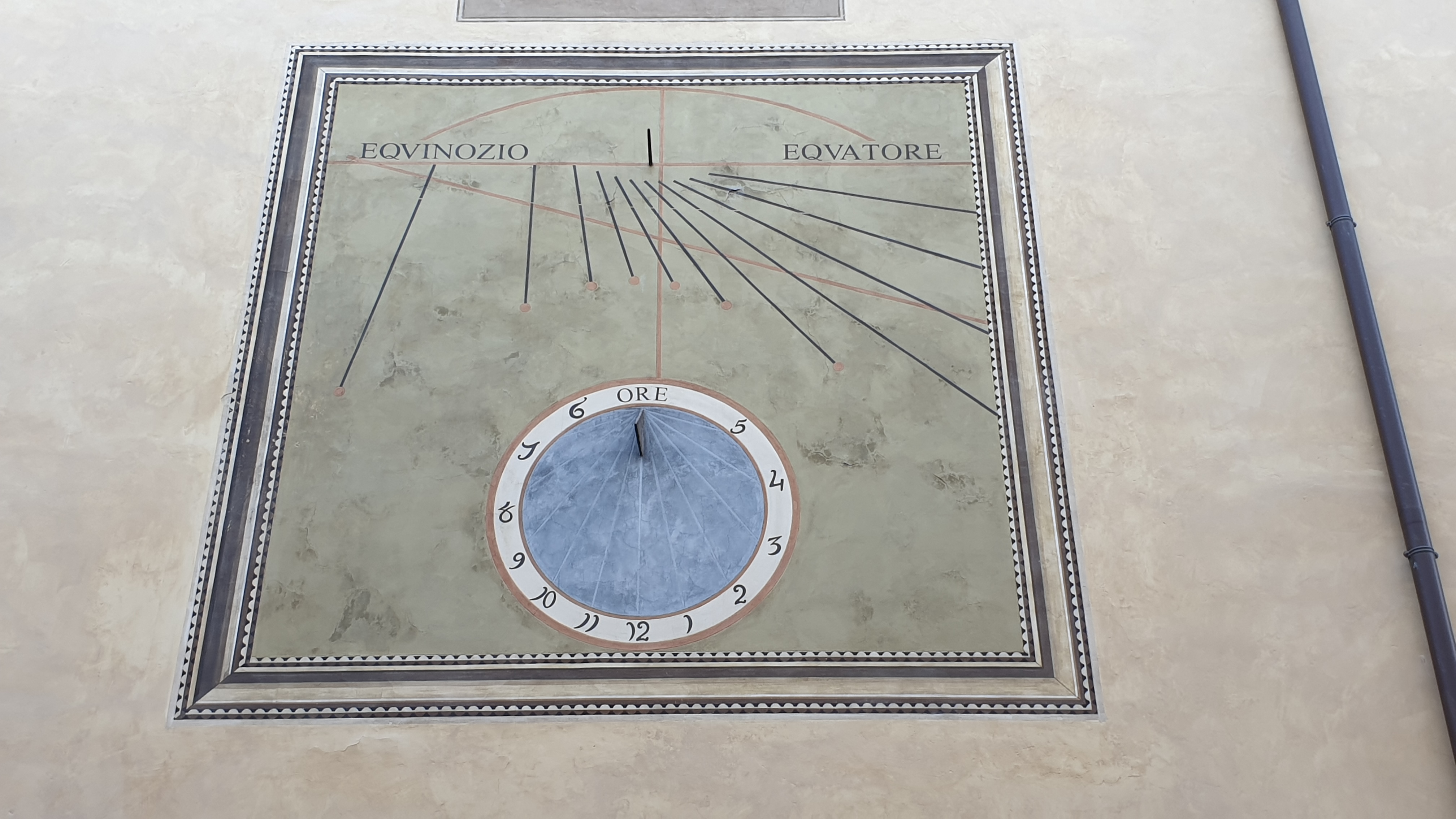
Meridiana sul fianco della chiesa

Sorge nello stesso sito dove, in precedenza, era presente un'altra chiesa, risalente al XIV secolo. L'edificio fu poi ricostruito nel 1593-98 e venne completata del tutto nel 1790.
La facciata, in via d'Argillano, estremamente lineare e semplificata è di forma rettangolare e intonacata, risale al 1603 e su cui si apre un portale riquadrato in travertino, recante sull'architrave l'iscrizione "DOMUS MEA EST DOMUS ORATIONIS", sormontato da una lapide di forma mistilinea. Sul muro del lato esterno dell'edificio, in corrispondenza di corso Mazzini, ci sono una meridiana e, in prossimità dello spigolo est, la Fonte dei Cani, costruita nel 1823 da Ignazio Cantalamessa, costituita in realtà da due leoni accovacciati, risalenti al XIII secolo, sorreggenti col dorso il bacino sovrastante.

## Interno

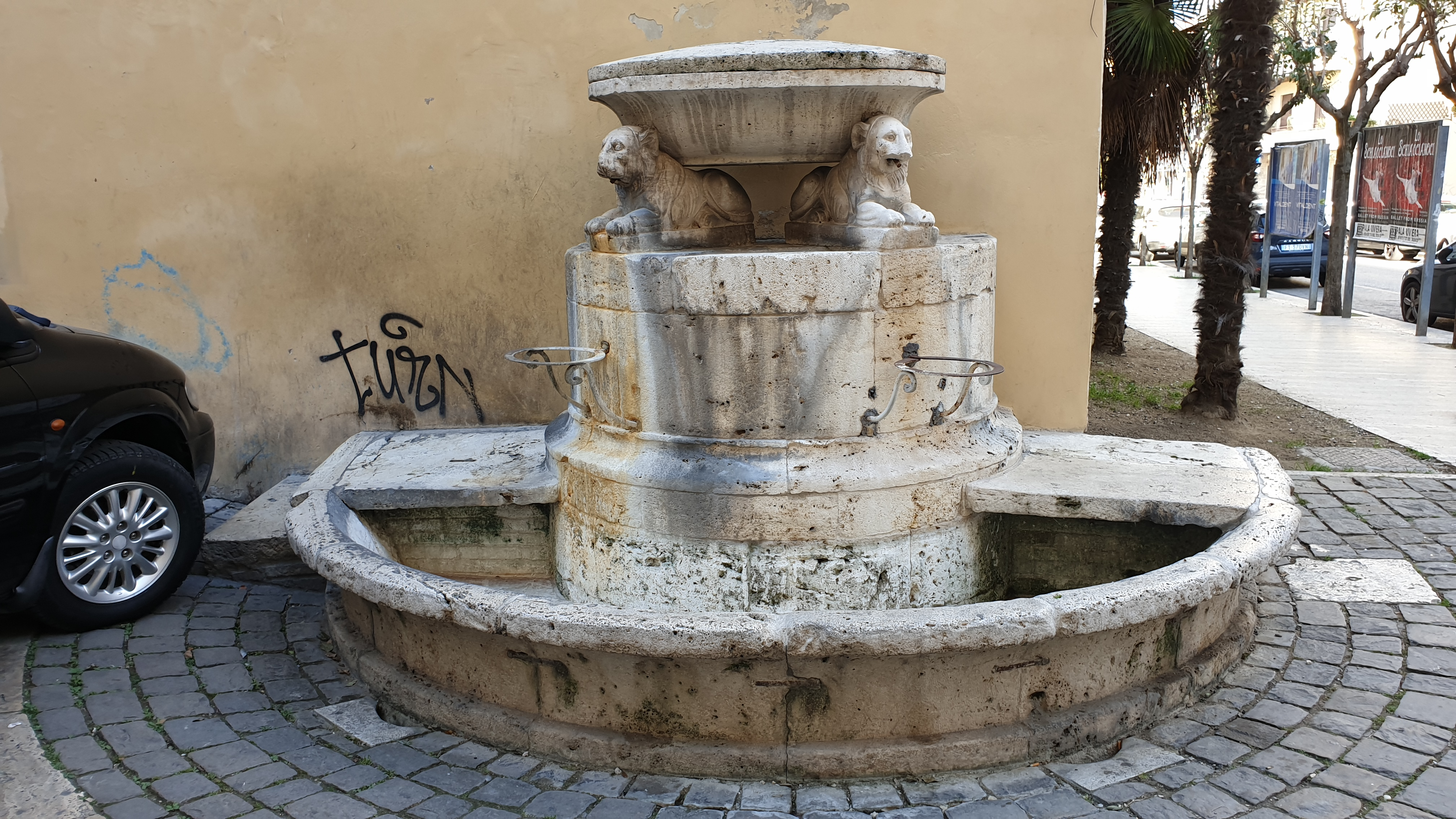
Fontana dei cani sulla parete della chiesa

All'interno, a navata unica, sono presenti tre altari in stile barocco, in gessone ascolano opera di Giuseppe Giosafatti. Da non trascurare le tele: quella posta sull'altare maggiore raffigura San Cristoforo e Sant'Emidio, mentre, sull'altare di destra è raffigurato il Miracolo di San Nicola di Bari, entrambe di Lodovico Trasi. La tela raffigurante Le anime purganti, posta sulla parete destra, è di Nicola Monti. L'altare di sinistra, pressoché identico a quello posto sulla parete di fronte, fu probabilmente realizzato da Lazzaro Giosafatti successivamente agli altri due, ed ospita la Madonna dei Sette Dolori, di autore anonimo del XVII secolo.
È presente nella chiesa un organo a canne datato 1763 di Gaetano Callido (op.3) la più antica opera superstite del celebre organaro.